# Jakob Adlerbeth
Jakob Adlerbeth, född 1785 i Stockholm, död 1844 i närheten av Stockholm, var en svensk friherre, fornforskare samt det litterära Götiska förbundets stiftare. Han var son till Gudmund Jöran Adlerbeth.

## Biografi
Sedan han tagit magistergraden i Uppsala inträdde han på den civila tjänstebanan, där han 1818 blev förste expeditionssekreterare i Ecklesiastikexpeditionen, en befattning som han behöll till sin död. 
För sin samtid och för eftervärlden är han känd som den egentlige stiftaren av Götiska förbundet. Detta utgick från enskilda samkväm mellan några ungdomsvänner, som på Adlerbeths förslag sammanslöt sig till ett vittert samfund "i afsigt", säger medlemmen Erik Gustaf Geijer, "att genom en på samma gång rent vetenskaplig och poetisk behandling af fornnordiska minnen lifva kärleken för vår forntid och derigenom rena smaken samt i någon mån väcka en slumrande anda till medvetande".
Adlerbeth var ledande mannen i detta samfund och en av de mest verksamma medlemmarna. Under signaturen --R-- (för förbundsnamnet Rolf) skrev han åtskilliga uppsatser i förbundets tidskrift Iduna, samt utgav bland annat Edda eller Skandinavernas hedniska Gudalära (1811, 2:a upplagan 1816, 3:e 1829) och Vaulundurs saga (1812).
Adlerbeth verkade med iver för den svenska fornforskningen och var i allmänhet en nitisk kämpe för allt nationellt och fosterländskt.

## Översättningar
- Snorre Sturlasson: Edda eller Skandinawernes hedniska gudalära ("Öfwersatt från danskan efter Nyerup", Stockholm, 1811)
- Waulundurs saga ("Öfwersättning från danskan" [dvs. Adam Oehlenschlägers översättning, Stockholm, 1812)
- Jens Lassen Rasmussen: Om arabernes och persernes bekantskap och handel under medeltiden med Ryssland och Skandinavien (Stockholm, 1817)